# Pulsioxímetre
Un pulsioxímetre o bé oxímetre de pols, és un aparell mèdic que mesura de manera indirecta la saturació d'oxigen de la sang d'un pacient, no directament a través d'una mostra de sang. Alguns pulsioxímetres poden ser sensibles als canvis en el volum de sang sota la pell, produint un foto-pletismograma.
Sovint es connecta el pulsioxímetre a un monitor mèdic perquè el personal de salut pugui veure l'oxigenació d'un pacient en tot moment. La majoria de monitors també mostren la freqüència cardíaca. N'hi ha de portàtils amb piles que permeten fer mesuraments de saturació d'oxigen fora de l'hospital (a qualsevol lloc).
El pulsioxímetre original va ser creat per Milliken en la dècada de 1940. El precursor del pulsioxímetre modern actual va ser desenvolupat el 1972, per Takuo Aoyagi de l'empresa Nihon Kohden utilitzant la relació de l'absorció de components del vermell i la de la llum infraroja polsant en el lloc on es pren la mesura. Va ser comercialitzat per Biox el 1981, encara que als Estats Units no va tenir una adopció prou àmplia fins a finals de 1987.

## Principi

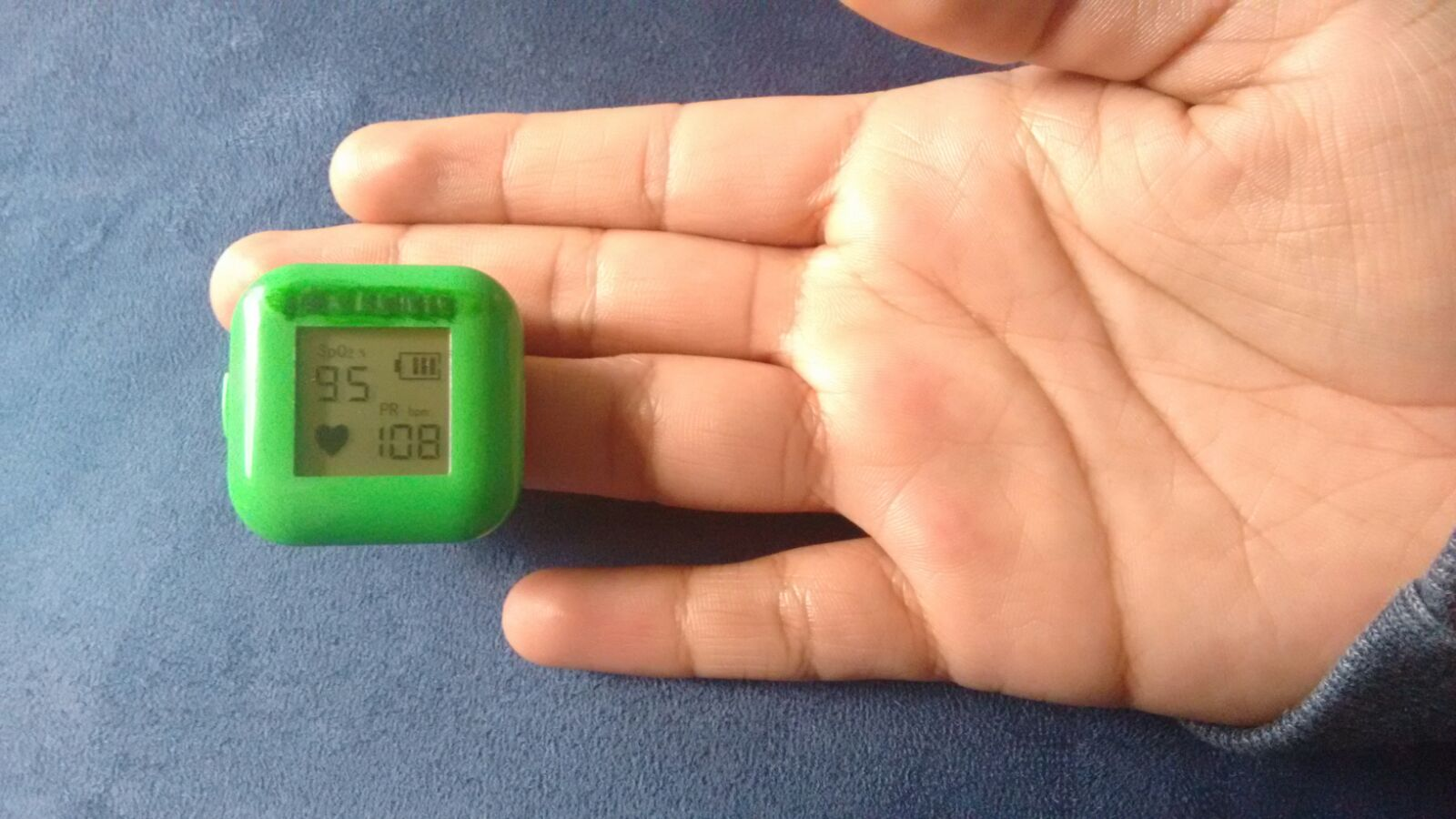
Pulsioxímetre de dit

El pulsioxímetre és un instrument de mesura particularment convenient i no invasiu, mostra el percentatge de sang que és portadora d'oxigen. Més específicament, mostra el percentatge d'hemoglobina arterial en la composició de l'oxihemoglobina, (la proteïna de la sang que transporta l'oxigen).
Els rangs normalment acceptables per als pacients sense cap patologia pulmonar són del 95 al 99 per cent. Per a un pacient respirant aire ambient, en altures no gaire per sobre del nivell del mar, es pot fer una bona estimació del nivell de pO2 arterial amb un monitor de  "saturació d'oxigen " (SpO2 ) suficientment sensible.

Un pulsioxímetre típic utilitza un microprocessador amb un parell de díodes emissors de llum (LED), enfrontats vis a vis amb un fotodíode, que envien uns trens d'impulsos que travessen una part translúcida del cos del pacient, pot-ser un dit o un lòbul de l'orella. Un LED té una longitud d'ona de 660 nm (vermell) i l'altre té una longitud d'ona de 940 nm (infraroig).

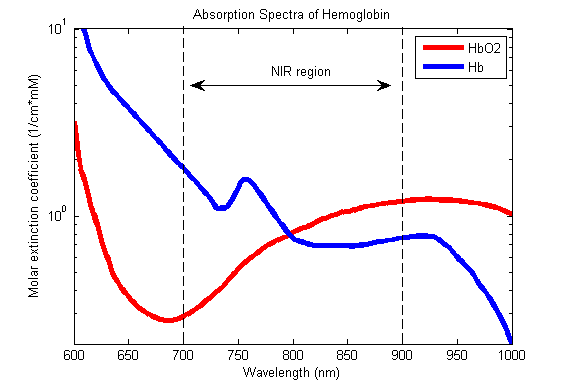
Espectre d'absorció de l'hemoglobina oxigenada (HbO2) i l'hemoglobina desoxigenada (Hb) per a les longituds d'ona infraroja i la vermella

L'absorció de la llum d'aquestes longituds d'ona difereix significativament per part de la sang carregada d'oxigen i la sang sense oxigen:
- L'hemoglobina oxigenada absorbeix més radiació infraroja (940 nm) i permet passar més llum vermella (660 nm)
- L'hemoglobina desoxigenada absorbeix més llum vermella (660 nm) i permet passar més radiació infraroja (940 nm)

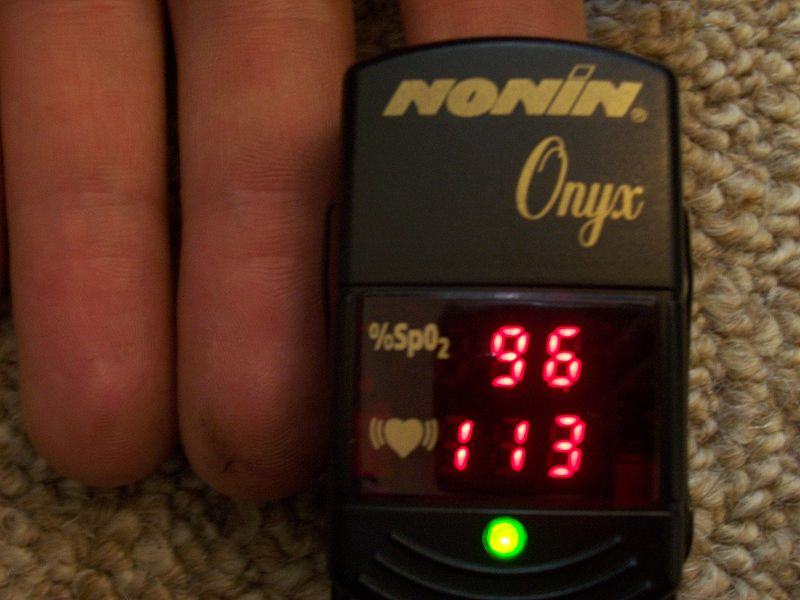
Pulsioximetre en el que s'hi observa una saturació del 96% i una freqüència cardíaca de 113ppm

En engegar l'aparell, es crea un cicle repetitiu en què els LEDs envien "una seqüència d'impulsos" amb una freqüència d'unes trenta vegades per segon: "primer un LED, després l'altre, a continuació, ambdós i llavors torna a començar", que permet que el fotodíode detecti el nivell de llum vermella i el nivell de llum infraroja per separat i apart es pugui ajustar el nivell de base de la llum ambiental.
Es mesura la quantitat de llum que travessa els teixits (en altres paraules, la que no s'absorbeix) i es registren els nivells de senyal normalitzats separats per a cada longitud d'ona. Aquests senyals fluctuen en el temps, ja que la quantitat de sang arterial que està present augmenta de cop amb cada batec del cor (literalment: a batzegades com una onada), de manera que se sap de manera segura que els màxims són de sang arterial -la que es vol mesurar-. Al sostreure el nivell mínim de llum mesurat, per a cada longitud d'ona, del seu nivell màxim mesurat, es corregeixen els efectes causats pels diferents teixits que han travessat.
A continuació es calcula la relació entre el nivell de llum vermella i el nivell de llum infraroja (que representa la proporció de l'hemoglobina oxigenada respecte l'hemoglobina desoxigenada), i aquesta relació es convertida pel processador en un nivell de SpO2 mitjançant una lookup table obtinguda d'una forma empírica (per cada fabricant), aplicant la llei de Beer-Lambert, atès que l'absorbància d'ambdues hemoglobines és la mateixa (punt isosbèstic) per a les longituds d'ona de 590 nm i 805 nm. Els primers pulsioxímetres empraven aquestes longituds d'ona per a la correcció de la concentració d'hemoglobina.

## Tipus de Pulsioxímetre

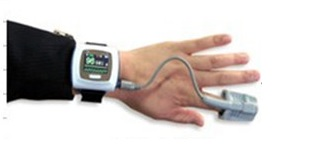
Pulsioxímetre de canell

Actualment hi ha diferents tipus de pulsioxímetres disponibles, cada tipus està dissenyat de manera de poder respondre millor a les necessitats del pacient. N'hi ha dels següents tipus: de canell, de taula, de mà, i de dit.
Pulsioxímetre de canell. Es porta al canell, similar a un rellotge de polsera i un sensor en el dit. Un petit cable connecta ambdues parts per a la vigilància contínua del pacient. S'utilitzen normalment als centres de somni en els pacients que pateixen apnea durant el somni.
Pulsioxímetre de taula. Aquest tipus no és portàtil i s'utilitza principalment als hospitals, ja que compta amb funcions més sofisticades, com múltiples sensors i pot fer un seguiment continu. També compta amb altres eines de seguiment entre altres: la pressió arterial.

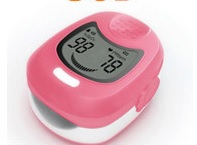
Pulsioxímetre de dit

Pulsioxímetre de mà. És el que es veu normalment als hospitals i que és similar a un dispositiu de tou de dit. S'utilitza un font de llum per al mesurament de l'hemoglobina a través del tou del dit. No obstant això, té un cable que està connectat directament a un ordinador a diferència del pulsioxímetre de dit que mostra el resultat en la pantalla del propi pulsioxímetre. S'utilitza en pacients que estan en risc en les seves extremitats inferiors. En tals casos, l'esmentat pulsioxímetre de mà s'enganxa a l'extrem del peu.
Pulsioxímetre de dit. Aquest dispositiu es col·loca sobre el dit i té un petit ordinador i una pantalla. És el tipus més portàtil de tots, ja que es pot dur a la butxaca. Funciona fent passar dos tipus de raigs d'un costat a l'altre del dit, s'emeten dos tipus de radiacions sobre un costat del dit (una polsada i l'altre continua), i es mesura els nivells que arriben a l'altre costat (en el punt isosbèstic). És fàcil d'utilitzar, simplement s'introdueix el dit índex a mesurar i mostra a la pantalla el nivell d'oxigen en la sang i el ritme de les pulsacions. Entre tots els pulsioxímetres, aquest tipus és el més fàcil d'usar, ja que fins i tot si la persona que l'utilitza no sap res sobre com obtenir les lectures del pulsioxímetre, serà capaç de fer-ho correctament atès els senzills passos a seguir.